# Prosper Keller
Pour les articles homonymes, voir Keller.
Le comte Prosper Keller est un militaire et militant catholique français né le 15 novembre 1854 à Strasbourg et décédé le 26 septembre 1931 à Odratzheim.

## Biographie

### Famille
Fils du comte Émile Keller, l'un des précurseurs du catholicisme social, et petit-fils de Théodore Humann, Prosper Keller épouse Marie-Thérèse Cottin, sœur de Paul Cottin. Il est le père du préfet et ambassadeur Louis Keller (1899-1968).

### Formation militaire
Élève au lycée Louis-le-Grand, il est premier prix d'histoire au Concours général en 1873. Il entre à l'École militaire de Saint-Cyr en 1873. Affecté au 20e bataillon de chasseurs à pied le 1er octobre 1875, il rejoint l'École d'application d'état-major à cette même date.
Ami intime de Lyautey, de la même promotion à Saint-Cyr (où il se lia d'amitié également avec notamment Albert de Mun, Antonin de Margerie et Joseph de La Bouillerie, promotion incluant aussi Olivier de Frémond) et dont il sera le confident le plus cher entre 1873 et 1877, c'est lui qui lui fait découvrir la première fois le nord de l'Afrique en le faisant venir en Algérie en 1877.
Lieutenant d'état-major en 1877, il est d'abord affecté dans la cavalerie, au 12e régiment de cuirassiers puis au 28e régiment de dragons, avant de passer en 1880 au 89e régiment d'infanterie où il sera promu capitaine en 1883. Il est blessé à la main droite en 1880.
L'année suivante, le 23 septembre 1884, Keller est détaché à l'état-major général du ministre. Passé au 131e régiment d'infanterie de ligne le 5 octobre 1887, il reste détaché à l'état-major général du ministre. Il fait campagne en Afrique de 1889 à 1893. En 1890, il devient l'officier d'ordonnance du général Eugène-Alphonse Riff.
Promu chef de bataillon en 1893, il est nommé chef d'état-major de la 4e division d'infanterie en 1894, est fait chevalier de la ordre de la Légion d'honneur le 9 juillet 1895, puis est promu colonel d'infanterie.

### Militantisme catholique
Il est le gardien du patronage Saint-Pierre (PSP), à Paris, à la fin du XIXe siècle. Keller démissionne de l'armée pour ne pas avoir à appliquer les décrets prévoyant les inventaires des biens de l'Église en 1905.
Avec le soutien du pape Pie X, il fonde et préside l'Œuvre « Honneur et Conscience », association regroupant les officiers qui, au même titre que lui, avaient démissionné de l'armée par refus d'application des décrets prévoyant les inventaires des biens de l'Église. Ce comité sera destiné à secourir « tous ceux qui souffrent pour avoir obéi à leur conscience, quel que soit leur parti », en s'employant notamment à trouver des situations pour les fonctionnaires privés de leur place.
Il succède à Charles Chesnelong et à son père comme président de la Société générale d'éducation et d'enseignement (SGEE), qui milita d'abord pour la liberté de l'enseignement ; sous sa présidence, cette société contribue à la création des « associations des pères de famille », qui connaissent à partir de 1905 un élan certain, prémices encourageantes d'un développement qui s'épanouira après la guerre, et qui deviendront les Associations familiales catholiques (AFC).
En 1909, il prend également la suite de son père en tant que président du Comité catholique de défense religieuse de la rue de Grenelle à Paris, assurant avec tout autant de convictions que son père la défense de sa religion. Il fonde et préside l'« Œuvre de la rançon scolaire ».
En 1909, il se voit confier des instructions par le pape Pie X et son secrétaire d'État le cardinal Rafael Merry del Val, pour qui l'archevêque de Chambéry François-Virgile Dubillard, en opposition avec l'Action libérale populaire qui se place dans la logique du Ralliement, se chargera de constituer un projet de Fédération catholique. Keller préconise une union des catholiques français « sur le terrain nettement catholique et religieux », afin d'obtenir la révision des lois défavorables à la religion,.
Reprenant du service à la Première Guerre mondiale, Keller prend le commandement de la 208e brigade d'infanterie territoriale. Le 4 mai 1916 il est promu officier de la Légion d'honneur.
Proche du général Édouard de Castelnau, il côtoie la Fédération nationale catholique (FNC) pour laquelle il assiste à plusieurs assemblées générales.

### Décès
Prosper Keller décède le 26 septembre 1931 à Odratzheim à l'âge de 76 ans.

## Publications
- Les associations des pères de famille (1911)
- De la nécessité de fédérer et d'unir par une action commune les associations des chefs de famille, Bulletin de la Société générale d'éducation et d'enseignement, 15 décembre 1912
- Lettre-préface au livre de J. de Gigord, La Question scolaire. Principes et solutions (1921)

### Sources
- (anonyme), Le colonel Keller : 1854-1931 : Pour ses petits enfants, le soldat-homme, Évreux, Herissey, 1934 (présentation en ligne)
- Histoire des droites en France, 3 tomes, éditions Gallimard, 1992
- La Défense politique de l’Église : documents, 1885-1916, Toulouse, éd. Privat, 1916, 448 p. (présentation en ligne).
- Notices d'autorité :   - VIAF
  - BnF (données)
- Ressource relative à la vie publique :   - base Léonore